# Konstantin 1. af Skotland
Konstantin (Causantín mac Cináeda) (født 836, død 877) var konge af Skotland fra 863 til sin død. Han var søn af kong Kenneth I, og efterfulgte sin onkel Donald I på tronen.
Gennem det meste af sin tid som konge kæmpede han mod vikinger eller prøvede at ekspandere riget sydover. I 864 angreb Olav Kvite af Dublin, men han blev hurtigt slået af Konstantin. Der var derefter fred med de nordiske konger en tid, indtil Torstein den Røde ledte nye angreb. Disse blev også hurtigt slået tilbage. 
I 872 fik han myrdet Arthgal af Strathclyde, som var hans svoger, og tog dermed kontrol over det sydlige Skotland. 
Selv om han normalt udmærkede sig som en god leder i strid, bestak Konstantin også sine rivaler for at bevare freden. Dette var en politik, som senere skulle blive brugt i Skotland af en engelsk konge, Ethelred den rådvilde, i år 1000. 
Til sidst blev vikingerne hans bane. En gruppe fra Dublin, som var på plyndringstogt i Skotland, slog sig til i Fife, og Konstantin mødte dem for at drive dem ud. I 877 faldt han i kamp mod vikinger ved "Den sorte hule" (Inverdovat) i Forgan, Fife. 
Han blev efterfulgt af sin bror Aedh, og hans søn Donald blev konge efter Eochaids og Girics samkongedømme.